# スポーツ振興基本計画
スポーツ振興基本計画（スポーツしんこうきほんけいかく、平成12年9月13日文部省告示第151号）とは、スポーツ振興法で定められた日本におけるスポーツ振興の基本的な計画である。財源などの問題からスポーツ振興法制定から40年策定が先送りにされ、その間文部省の保健体育審議会の答申を持って計画を代替してきたが、2001年からスポーツ振興くじが実施され、新たな財源が見込まれることから2000年9月に策定された。スポーツ基本法の成立に伴い、2012年3月に新たにスポーツ基本計画が策定された。